# Flygbefälsskolan

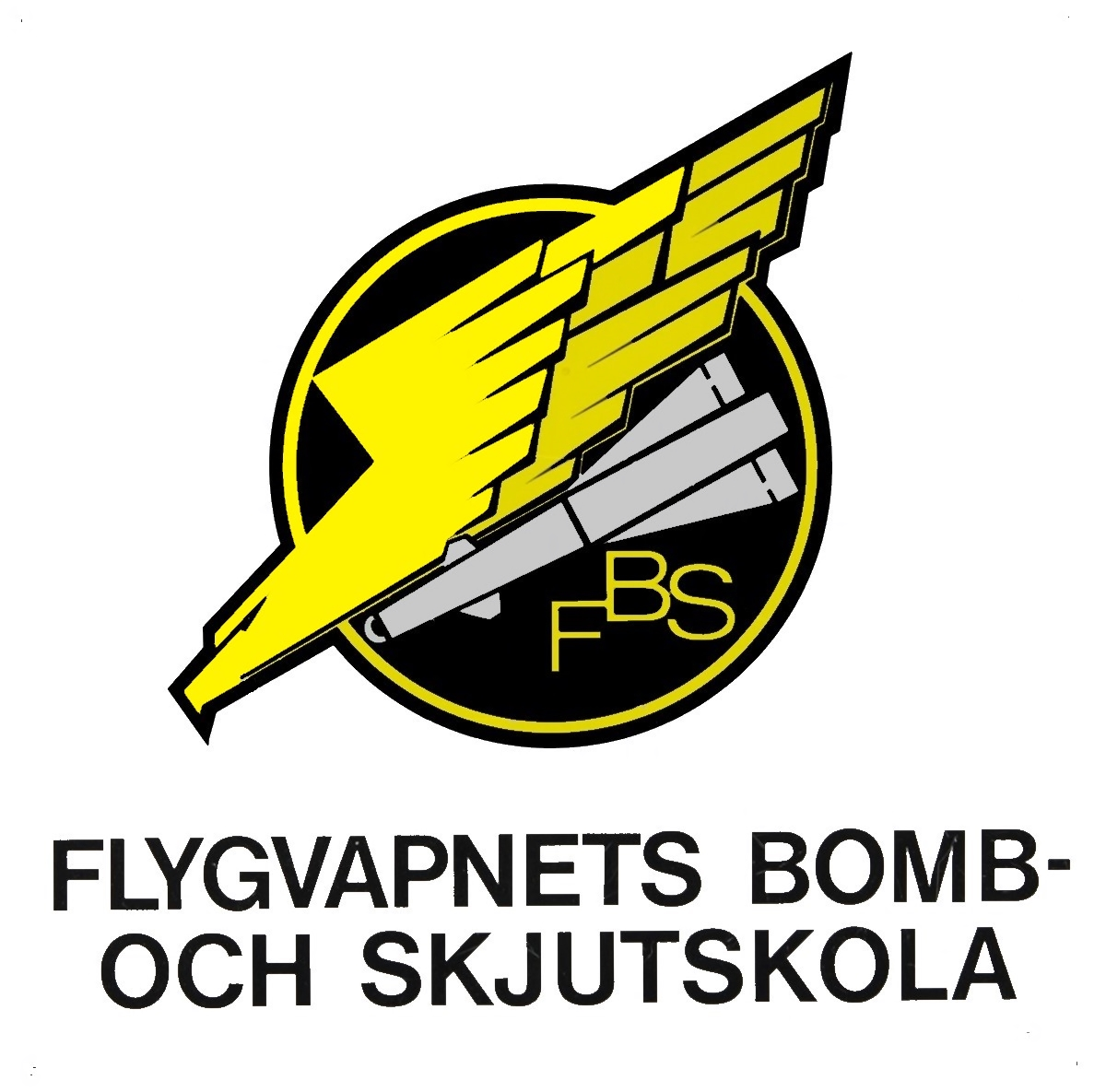
Emblem för Flygvapnets flygbefälsskola

Flygbefälsskolan (FBS), tidigare Flygvapnets flygbefälsskola (FBS), är en truppslagsskola inom svenska flygvapnet som verkat i olika former sedan 1943. Förbandsledningen är förlagd i Uppsala garnison i Uppsala.

## Historik
Flygvapnets flygbefälsskola (FBS) bildades vid Kallax flygplats i Luleå den 17 maj 1943 under namnet Flygvapnets bomb- och skjutskola. År 1968 flyttades skolan till Malmen, och blev en del av Östgöta flygflottilj (F 3). Den 1 juli 1974 bildade skolan tillsammans med Målflygdivisionen och Flygtransportdivisionen detachementet F 13 Malmen. Det med bakgrund av att Östgöta flygflottilj avvecklades den 30 juni 1974 och den kvarvarande verksamheten bildade ett detachement underställt Bråvalla flygflottilj (F 13). Den 1 juli 1981 antogs namnet Flygvapnets flygbefälsskola, det då huvuduppgiften ändrats till att omfatta flygtjänstledande befattningar, som (flyg-, divisions- och gruppchefer.
Inför försvarsbeslutet 1982 uttryckte regeringen en vilja, att den verksamhet som fanns kvar vid tre tidigare avvecklade flottiljer skulle omlokaliseras. Vilket resulterade i att skolan omlokaliserades till Tullinge 1983 och blev en del av Flygvapnets Södertörnsskolor (F 18). Lokalisering till Tullinge varade dock endast i två år, då skolan omlokaliserades den 1 juli 1985 till Uppsala. Att skolan inte flyttade direkt till Uppsala berodde på tillgången på lokaler. I Tullinge hade Flygvapnets kadett- och aspirantskola för marklinjen avvecklats 1983 och med det frigjort lokaler, medan det i Uppsala inte fanns lediga lokaler förrän 1985. År 1985 fick även skolan det nya namnet Flygvapnets befälsskola.
I samband med att skolan omlokaliserades till Uppsala 1985, blev skolan organisatoriskt en del av Flygvapnets Uppsalaskolor (F 20). Skolan kom dock att lyda direkt under Chefen för Flygvapnet. Vissa källor anger dock att skolan flyttades från Malmslätt till Uppsala redan 1983 och blev en del av Upplands flygflottilj (F 16), för att 1985 bli en del av Flygvapnets Uppsalaskolor.
I samband med att Flygvapnets Uppsalaskolor (F 20) avvecklades den 31 december 2004 och Luftstridsskolan bildades i dess ställe den 1 januari 2005, var Flygvapnets befälsskola (FBS) tillsammans med Stridslednings- och luftbevakningsskolan (StrilS) de två skolor som tillfördes Luftstridsskolan.
Inför försvarsbeslutet 2009 läckte uppgifter ut i media, där Försvarsmakten övervägde att föreslå en avveckling av hela Uppsala garnison. För FBS del skulle en avveckling av garnisonen inneburit att skolan skulle överförts till Skaraborgs flygflottilj (F 7). Försvarsbeslutet resulterade dock inte i varken någon omlokalisering eller avveckling av något förband.

## Verksamhet
Skolans huvuduppgift var till en början att utbilda flygpersonal i bombfällning och skjutning. Skolan har dock aldrig utbildat i den praktiska delen, vilken i regel sker vid flottiljerna. Utan bedriver teoriutbildning för rotechefer, gruppchefer, divisionschefer, flygchefer eller instruktörer. Utöver teoriutbildning av personal för flygtjänst, ansvarar Flygbefälsskolan för innehållet i Försvarsmaktens flygtjänstutbildning, och fastställer även flygutbildningsreglementen. Chefen för FBS lyder direkt under Chefen Flygvapnet, gällande tillsättande av flygchefer och divisionschefer inom Försvarsmakten. Vidare ansvarar även FBS för uppföljning av flygtjänstledningen vid förbanden.

## Förläggningar och övningsplatser
När Flygbefälsskolan förlades till Uppsala, övertog skolan den byggnad som tidigare utgjorde stabsbyggnad för Roslagens örlogsbasavdelning, en barack mellan kanslihuset samt den så kallade Bärbymässen. I anslutning till baracken fanns tidigare ett stort stockankare som ett minne över Roslagens örlogsbasavdelning.

## Förbandschefer
- 1943–1945: Ingvar Berg
- 1945–1947: Carl Otto Hugosson
- 1947–1951: Karl-Erik Karlsson
- 1951–1952: Gösta Odqvist
- 1952–1954: Wilhelm Wagner
- 1954–1956: Claës-Henrik Nordenskiöld
- 1956–1957: Ulf Cappelen-Smith
- 1957–1959: Rolf Svartengren
- 1959–1962: Bengt Forsell
- 1962–1963: Per Fogde
- 1963–1968: Erik Spångberg
- 1968–1972: Fritz Crona
- 1972–1977: Rolf Gustafsson
- 1977–1981: Michael von Rosen
- 1981–1985: Hans Hagberg
- 1985–1990: Gunnar Persson
- 1990–1994: Kjell Öfverberg
- 1994–1996: Tommy Pålsson
- 1997–2000: Thomas Karlsson
- 2000–2006: Ingemar Jacobsson Gyllensvaan[7][8]
- 2006–2007: Johan Svetoft[8][9]
- 2007–2008: Lennart Malmberg[9][10]
- 2008–2012: Torbjörn Eriksson[11]
- 2012–2014: Lennart Malmberg
- 2014–2018: Jonas Rohlén
- 2018–2020: Stefan Stragnefeldt
- 2020–20xx: Michael Lundquist

## Namn, beteckning och förläggningsort
| Flygvapnets bomb- och skjutskola | 1943-05-17 | – | 1985-06-30 |
| Flygvapnets flygbefälsskola      | 1981-07-01 | – | 1985-06-30 |
| Flygvapnets befälsskola          | 1985-07-01 | – | 2004-12-31 |
| Flygbefälsskolan                 | 2005-01-01 | – |            |

| FBS | 1943-05-17 | – |  |

| Luleå flygplats (F)    | 1943-05-17 | – | 1968-06-30 |
| Malmens flygplats (F)  | 1968-07-01 | – | 1983-06-30 |
| Tullinge flygplats (F) | 1983-07-01 | – | 1985-06-30 |
| Ärna flygplats (F)     | 1985-07-01 | – |            |